# Agrarisch Dagblad
Das Agrarisch Dagblad ist eine niederländische überregionale Tageszeitung. Die Zeitung erscheint dienstags bis samstags im Tabloid-Format. Redaktionssitz ist Doetinchem. Herausgeber der Zeitung ist „Reed Business“. Die bezahlte Auflage betrug im ersten Quartal 2008 9.929 Exemplare. Chefredakteur ist Roel Leferink.
Bei der Zeitung handelt es sich um ein Fachblatt für Landwirtschaft und Gartenbau, die Zielgruppe besteht dementsprechend hauptsächlich aus Landwirten und Gärtnern, dazu kommen Politiker und der Bildungssektor. Der Bezug ist nur über ein Abonnement möglich, ein Einzelverkauf existiert nicht.

## Geschichte
Die erste Ausgabe des Agrarisch Dagblad erschien im September 1986. Herausgeber war ursprünglich der Verlag „Wolters Kluver“, im März 1990 wurde die Zeitung an den Verlag „Misset“ verkauft (heute „Reed Business“).
Im September 2003 wurde vom Broadsheet- auf das Tabloid-Format umgestellt.

## Weiterführende Informationen